# BPD Colleferro 1951-1952
Questa pagina raccoglie i dati riguardanti la B.P.D. Colleferro nelle competizioni ufficiali della stagione 1951-1952.

## Stagione
Dopo la grande stagione precedente che vede il Colleferro a un passo dalla Serie B, questa stagione vede il Colleferro che arrivando 14º senza rischiare la retrocessione, si ritrova comunque a scendere in IV Serie, per via della scelta della FIGC che fa retrocedere a tavolino ben 14 squadre su 18, come in tutti gli altri gironi di questa stagione.

## Calciomercato

### Sessione estiva
| Acquisti | Acquisti           | Acquisti    | Acquisti   |
| R.       | Nome               | da          | Modalità   |
| -------- | ------------------ | ----------- | ---------- |
| C        | Oliviero Belcastro | Salernitana | definitivo |

## Risultati

### Serie C

#### Girone di andata
| Caserta 9 settembre 1951 1ª giornata | Casertana | 5 – 4 | BPD Colleferro | Stadio Alberto Pinto |

| Arbitro: | Benedetti (Piombino) |

|                                     |           |               |
| Fortuna 16’ Chiaretti 62’ Corsi 68’ | Marcatori | 79’ Stradella |

| Taranto 23 settembre 1951 3ª giornata | Arsenaltaranto | 2 – 1 | BPD Colleferro |  |

| Arbitro: | Bucciarelli (Livorno) |

|  |           |                                |
|  | Marcatori | 36’ Pastore 54’ (aut.) Ferioli |

| Reggio Calabria 7 ottobre 1951 5ª giornata | Reggina | 2 – 1 | BPD Colleferro | Stadio Oreste Granillo |

| Colleferro 14 ottobre 1951 | BPD Colleferro | 2 – 1 | Catanzaro | Stadio Comunale |

| Bari 21 ottobre 1951 | Bari | 2 – 2 | BPD Colleferro | Stadio della Vittoria |

| Arbitro: | Ferrari (Firenze) |

|                                    |           |                                    |
| Natali 33’ Corsi 54’ Chiaretti 69’ | Marcatori | 22’ Conti 34’ Colla 80’ Checchetti |

| Arbitro: | Pranzo (Taranto) |

|                                                           |           |            |
| Strolighi 17’ Forte 32’, 66’, 89’ Morroni 55’, 80’, 90+1’ | Marcatori | 42’ Fabbri |

| Colleferro 18 novembre 1951 | BPD Colleferro | 2 – 1 | Molfetta | Stadio Comunale |

| Colleferro 2 dicembre 1951 | BPD Colleferro | 2 – 1 | Crotone | Stadio Comunale |

| Foggia 10 dicembre 1951 | Foggia | – | BPD Colleferro | Stadio Pino Zaccheria |

| Caltanissetta 16 dicembre 1951 | Nissena | 1 – 3 | BPD Colleferro |  |

| Arbitro: | Pastecchi (Pisa) |

|                          |           |  |
| Natali 10’ Chiaretti 76’ | Marcatori |  |

| Brindisi 30 dicembre 1951 | Brindisi | – | BPD Colleferro |  |

| Reggio Calabria 6 gennaio 1952 | Palmese | 4 – 2 | BPD Colleferro | Stadio Oreste Granillo |

| Colleferro 13 gennaio 1952 | BPD Colleferro | 1 – 0 | Lecce | Stadio Maurizio Natali |

#### Girone di ritorno
| Colleferro 20 gennaio 1952 | BPD Colleferro | 1 – 1 | Casertana | Stadio Comunale |

| Cosenza 27 gennaio 1952 | Cosenza | 2 – 0 | BPD Colleferro |  |

| Colleferro 3 febbraio 1952 | BPD Colleferro | 2 – 3 | Arsenaltaranto | Stadio Comunale |

| Arbitro: | Fumagalli (Milano) |

|              |           |  |
| Pugliese 48’ | Marcatori |  |

| Colleferro 17 febbraio 1952 | BPD Colleferro | 3 – 1 | Reggina | Stadio Comunale |

| Crotone 2 marzo 1952 | Catanzaro | 0 – 3 | BPD Colleferro | Stadio Ezio Scida |

| Colleferro 9 marzo 1952 | BPD Colleferro | 0 – 0 | Bari | Stadio della Vittoria |

| Arbitro: | Ausiello (Resina) |

|                                                |           |                     |
| Colla 11’, 57’, 89’ Castelli 49’ SCarascia 70’ | Marcatori | 72’ (aut.) Giorgino |

| Colleferro 23 marzo 1952 | BPD Colleferro | 0 – 0 | Latina | Stadio Comunale |

| Molfetta 30 marzo 1952 | Molfetta | 2 – 2 | BPD Colleferro | Stadio Paolo Poli |

| Crotone 6 aprile 1952 | Crotone | 2 – 1 | BPD Colleferro | Stadio Ezio Scida |

| Colleferro 13 aprile 1952 | BPD Colleferro | 1 – 1 | Foggia | Stadio Comunale |

| Colleferro 20 aprile 1951 | BPD Colleferro | 1 – 5 | Nissena | Stadio Comunale |

| Marsala 27 aprile 1952 | Marsala | 1 – 1 | BPD Colleferro |  |

| Frosinone 4 maggio 1952 | BPD Colleferro | 1 – 1 | Brindisi | Stadio Comunale |

| Colleferro 11 maggio 1952 | BPD Colleferro | 2 – 2 | Palmese | Stadio Comunale |

| Arbitro: | Bilocchi (Ravenna) |

|                         |           |  |
| Magni 26’ Cardinali 38’ | Marcatori |  |